# Jean-Joseph Merlin

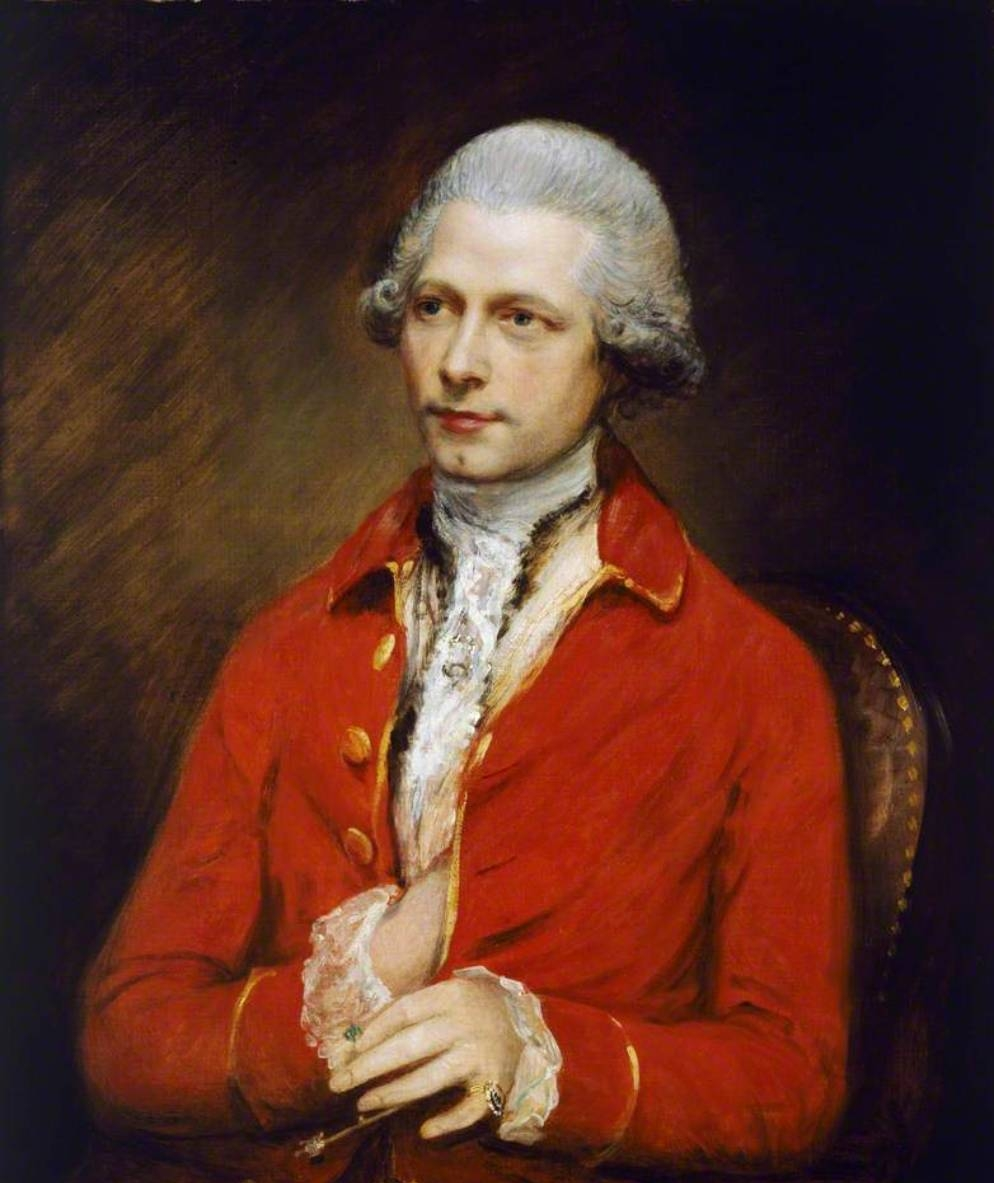
Jean-Joseph Merlin auf einem Gemälde von Thomas Gainsborough

Jean-Joseph Merlin (* 17. September 1735 in Huy; † 4. Mai 1803 in London), im englischsprachigen Bereich auch John Joseph Merlin genannt, war ein Konstrukteur. Er gilt im Allgemeinen als Erfinder des ersten historisch dokumentierten Rollschuhs, auch wenn Berichte über das Anbringen von Rädern oder Rollen an Schuhen auch aus der Zeit vor seiner Entwicklung bekannt sind. Es ist überliefert, dass er sich 1760 bei der Vorführung seiner Erfindung während eines Balls des englischen Königshauses schwer verletzte, da er mangels geeigneter Bremsvorrichtungen in einen großen Spiegel fuhr.
Von der Entwicklung des Rollschuhs abgesehen beschäftigte er sich, in seinen jungen Jahren zeitweise auch in Paris lebend, vorwiegend mit der Konstruktion und dem Bau von mechanischen Musikinstrumenten, Uhren und anderen feinmechanischen Geräten. 1760 ließ er sich in London nieder. Seine wichtigste Entwicklung im Bereich der Musikinstrumente war ein von ihm im Jahr 1774 patentierter Mechanismus, mit dem das Cembalo, ein Tasteninstrument mit Tonerzeugung durch das Anreißen von Saiten, erweitert werden konnte mit dem in Hammerklavieren verwendeten Saitenanschlag. Mit dieser Erfindung war die Nutzung beider Techniken im gleichen Instrument möglich.
Im Bereich des Uhrenbaus war er unter anderem zusammen mit dem englischen Uhrmacher James Cox an der Entwicklung der als Coxsche Uhr bezeichneten ersten atmosphärischen Uhr beteiligt. Darüber hinaus entwickelte er die Mechanik für den von James Cox gefertigten Silbernen Schwan, einen Automaten, der sich heute im englischen Bowes Museum befindet. Zu seinen weiteren Erfindungen zählten unter anderem ein Teetisch, bei dem aus einem Samowar in der Tischmitte der Tee durch Rotation automatisch in zwölf im Kreis stehende Tassen verteilt wurde, eine Waage zur Prüfung des Goldgehaltes von Münzen und ein lenkbarer Rollstuhl.
Einen Teil seiner Entwicklungen stellte er in London in Merlin’s Mechanical Museum aus, das etwa von 1783 bis 1808 bestand.